# A magyar labdarúgó-válogatott mérkőzései 1949-ben
A magyar labdarúgó-válogatottnak 1949-ben nyolc találkozója volt, ebből három Európa-kupa mérkőzés. Az új szövetségi kapitány Sebes Gusztáv lett, aki nem a legjobb rajtot veszi: 5–2-re kikap a válogatott Prágában. Utolsó mérkőzését játssza Deák Ferenc Svédország ellen, húsz meccsen huszonkilenc gól lőtt.
Szövetségi kapitány:
- Sebes Gusztáv

## Eredmények
| 267. mérkőzés 1949. április 10. Európa-kupa | Csehszlovákia                                       | 5 – 2             | Magyarország                     | Prága Nézőszám: 55 000 Játékvezető: Maximilian Sznajder (POL) |
| 267. mérkőzés 1949. április 10. Európa-kupa | Preis 43' Šimanský 58' Hlaváček 63' 66' Pažický 71' | (1 – 0) Részletek | Puskás 61' (11-esből) Szusza 78' | Prága Nézőszám: 55 000 Játékvezető: Maximilian Sznajder (POL) |

| 268. mérkőzés 1949. május 8. Európa-kupa | Magyarország                                         | 6 – 1             | Ausztria     | Újpesti-pálya, Újpest Nézőszám: 50 000 Játékvezető: Jaroslav Vlček (TCH) |
| 268. mérkőzés 1949. május 8. Európa-kupa | Deák 1' 48' Kocsis 23' Puskás 33' 82' (11-esből) 86' | (3 – 0) Részletek | Melchior 80' | Újpesti-pálya, Újpest Nézőszám: 50 000 Játékvezető: Jaroslav Vlček (TCH) |

| 269. mérkőzés 1949. június 12. Európa-kupa | Magyarország | 1 – 1             | Olaszország     | Újpesti-pálya, Újpest Nézőszám: 47 000 Játékvezető: William Evans (ENG) |
| 269. mérkőzés 1949. június 12. Európa-kupa | Deák 29'     | (1 – 0) Részletek | Carapellese 11' | Újpesti-pálya, Újpest Nézőszám: 47 000 Játékvezető: William Evans (ENG) |

| 270. mérkőzés 1949. június 19. | Svédország           | 2 – 2             | Magyarország            | Råsunda Stadion, Stockholm Nézőszám: 38 000 Játékvezető: Karel van der Meer (HOL) |
| 270. mérkőzés 1949. június 19. | Jeppson 81' Gren 84' | (1 – 0) Részletek | Budai II 26' Kocsis 48' | Råsunda Stadion, Stockholm Nézőszám: 38 000 Játékvezető: Karel van der Meer (HOL) |

| 271. mérkőzés 1949. július 10. | Magyarország                                                  | 8 – 2             | Lengyelország       | Nagyerdei stadion, Debrecen Nézőszám: 30 000 Játékvezető: Josef Nemčovský (TCH) |
| 271. mérkőzés 1949. július 10. | Deák 14' 45' 52' 61' Egresi 20' Puskás 35' 86' Keszthelyi 49' | (4 – 0) Részletek | Kohut 75' Mamoń 79' | Nagyerdei stadion, Debrecen Nézőszám: 30 000 Játékvezető: Josef Nemčovský (TCH) |

| 272. mérkőzés 1949. október 16. | Ausztria                            | 3 – 4             | Magyarország                          | Práter-stadion, Bécs Nézőszám: 65 000 Játékvezető: William Evans (ENG) |
| 272. mérkőzés 1949. október 16. | Decker 2' 48' (11-esből) Dienst 32' | (2 – 3) Részletek | Puskás 8' 73' (11-esből) Deák 24' 28' | Práter-stadion, Bécs Nézőszám: 65 000 Játékvezető: William Evans (ENG) |

| 273. mérkőzés 1949. október 30. | Magyarország                                   | 5 – 0             | Bulgária | Újpesti-pálya, Újpest Nézőszám: 36 000 Játékvezető: Jaroslav Vlček (TCH) |
| 273. mérkőzés 1949. október 30. | Deák 17' Budai II 57' Rudas 67' Puskás 70' 84' | (1 – 0) Részletek |          | Újpesti-pálya, Újpest Nézőszám: 36 000 Játékvezető: Jaroslav Vlček (TCH) |

| 274. mérkőzés 1949. november 20. | Magyarország                          | 5 – 0             | Svédország | Újpesti-pálya, Újpest Nézőszám: 50 000 Játékvezető: George Reader (ENG) |
| 274. mérkőzés 1949. november 20. | Kocsis 9' 49' 56' Puskás 24' Deák 70' | (2 – 0) Részletek |            | Újpesti-pálya, Újpest Nézőszám: 50 000 Játékvezető: George Reader (ENG) |

## Az év során pályára lépő játékosok
| Játékos           | Mérkőzések | Gólok | Egyesület          |
| ----------------- | ---------- | ----- | ------------------ |
| Balogh Sándor     | 8          | 0     | Újpesti TE         |
| Börzsei János     | 5          | 0     | MTK                |
| Bozsik József     | 8          | 0     | Kispesti AC        |
| Budai László      | 6          | 2     | Ferencvárosi TC    |
| Czibor Zoltán     | 3          | 0     | Ferencvárosi TC    |
| Deák Ferenc       | 8          | 11    | Ferencvárosi TC    |
| Egresi Béla       | 1          | 1     | Újpesti TE         |
| Henni Géza        | 7          | 0     | Ferencvárosi TC    |
| Hidegkuti Nándor  | 1          | 0     | MTK                |
| Józsa Zoltán      | 1          | 0     | Győri Vasas        |
| Keszthelyi Mihály | 2          | 1     | Csepeli Munkás TE  |
| Kispéter Mihály   | 1          | 0     | Ferencvárosi TC    |
| Kocsis Sándor     | 6          | 5     | Ferencvárosi TC    |
| Lakat Károly      | 4          | 0     | Ferencvárosi TC    |
| Lantos Mihály     | 1          | 0     | MTK                |
| Lóránt Gyula      | 3          | 0     | Budapesti Vasas    |
| Puskás Ferenc     | 8          | 11    | Kispesti AC        |
| Rudas Ferenc      | 7          | 1     | Ferencvárosi TC    |
| Ruzsa Sándor      | 1          | 0     | Kispesti AC        |
| Sándor Károly     | 1          | 0     | MTK                |
| Szilágyi Gyula    | 1          | 0     | Budapesti Vasas    |
| Szusza Ferenc     | 3          | 1     | Újpesti TE         |
| Tóth Mihály       | 1          | 0     | Újpesti TE         |
| Turai István      | 1          | 0     | Budapesti Vasas    |
| Zakariás József   | 4          | 0     | Teherfuvar SE      |
| Zsédely Sándor    | 1          | 0     | Salgótarjáni Tárna |